# 점근 국소 평탄 공간
미분기하학에서 점근 국소 평탄 공간(漸近局所平坦空間, 영어: asympotically locally flat [ALF] space)은 무한대에서 3차원 유클리드 공간의 오비폴드 위의 원군 주다발로 수렴하는 4차원 초켈러 다양체이다.

## 정의
4차원 초켈러 다양체 {\displaystyle (M,g)}가 완비 리만 다양체이며, 리만 곡률이 무한대에서 0으로 수렴하며, 다음 조건을 만족시킨다면, 점근 국소 평탄 공간이라고 한다.:Definition 3.1
- 어떤 콤팩트 집합 {\displaystyle K\subsetneq M} 및 {\displaystyle R>0} 및 유한군 {\displaystyle \Gamma \leq \operatorname {O} (3)} 및 원군 주다발 {\displaystyle \operatorname {U} (1)\hookrightarrow {\tilde {M}}\twoheadrightarrow (\mathbb {R} ^{3}\setminus \operatorname {ball} (R))/\Gamma } 및 그 위의 주접속 {\displaystyle A\in \Omega ^{1}({\tilde {M}})}에 대하여, 미분 동형 {\displaystyle M\setminus K\cong {\tilde {M}}}이 존재하며, 이 미분 동형 아래 {\displaystyle M}의 리만 계량이 다음과 같은 꼴이다.
{\displaystyle g=g_{\mathbb {R} ^{3}/\Gamma }+A^{2}+{\mathcal {O}}(r^{-t})\qquad (t>0)}

## 분류
점근 국소 평탄 공간은 사용된 유한군 {\displaystyle \Gamma \leq \operatorname {O} (3)}에 의하여 분류되며, {\displaystyle \Gamma =\{1\}} 및 {\displaystyle \Gamma =\operatorname {Cyc} (2)} (2차 순환군)이 가능하다. {\displaystyle \Gamma =\{1\}}인 경우는 순환군형(循環群型, 영어: cyclic type) 또는 A형이라고 하며, A−1, A0, A1, …가 있다. {\displaystyle \Gamma =\operatorname {Cyc} (2)}인 경우는 정이면체군형(正二面體群型, 영어: dihedral type0 또는 D형이라고 하며, D0, D1, …가 있다.

### 순환군형
순환군형은 기호로 An의 꼴이며, 여기서 n은 −1 이상의 정수이다.
일반적으로, 순환군형 점근 국소 평탄 공간은 기번스-호킹 가설 풀이로 구성된다. 일반적으로, 3차원 유클리드 공간 속에 {\displaystyle n+1}개의 점 (너트의 위치)
{\displaystyle {\vec {r}}_{0},\dotsc ,{\vec {r}}_{i}\in \mathbb {R} ^{3}}
을 골랐을 때, 퍼텐셜
{\displaystyle V({\vec {x}})=l+\sum _{i=0}^{n}{\frac {1}{2\|{\vec {x}}-{\vec {r}}_{i}\|}}}
을 사용하여 기번스-호킹 가설 풀이를 구성하면 An형의 점근 국소 평탄 공간을 얻는다. 여기서 {\displaystyle l}은 U(1) 주다발의 올의 크기에 반비례하며, 리만 계량 전체에 적절한 상수를 곱하면 1로 놓을 수 있다.
즉, 그 모듈라이 공간은
{\displaystyle {\mathcal {M}}=\mathbb {R} ^{+}\times {\frac {\operatorname {Conf} (n+1,\mathbb {R} ^{3})}{\operatorname {ISO} (3;\mathbb {R} )}}}
{\displaystyle \dim {\mathcal {M}}_{n}={\begin{cases}1&n\in \{-1,0\}\\2&n=1\\3(n-1)+1&n\geq 2\end{cases}}}
이다. 이는 {\displaystyle n+1}개의 점 가운데, 유클리드 공간의 등거리 변환을 가한 것이다. 추가의 1차원은 {\displaystyle l}에 해당하며, 리만 계량의 스칼라배에 해당한다.

### 정이면체군형
정이면체군형은 기호로 Dn의 꼴이며, 여기서 n은 음이 아닌 정수이다. 이 경우 여러 가지 구성이 존재한다. 특히, 퍼텐셜
{\displaystyle V({\vec {x}})=l-{\frac {2}{\|{\vec {x}}\|}}+\sum _{i=1}^{n}\left({\frac {1}{2\|{\vec {r}}_{i}-{\vec {x}}\|}}+{\frac {1}{2\|{\vec {r}}_{i}+{\vec {x}}\|}}\right)}
을 통한 기번스-호킹 가설 풀이를 생각하자. 이는 {\displaystyle \|{\vec {x}}\|\ll 1}인 경우 퍼텐셜이 음수가 돼 정의되지 않지만, 이 부분을 무시하면, 이는 {\displaystyle {\vec {x}}\mapsto -{\vec {x}}}에 대하여 대칭이므로 {\displaystyle (\mathbb {R} ^{3}\setminus \operatorname {ball} (R))/\operatorname {Cyc} (2)} 위의 기번스-호킹 가설 풀이를 정의한다. 만약 {\displaystyle l}이 충분히 크다면, 가운데에 D0 공간을 이어붙이면 이는 Dn 점근 국소 평탄 공간을 근사하며, Dn이 되도록 변형할 수 있다.:Remark 3.7
즉, 이 경우 마찬가지로 모듈라이 공간은
{\displaystyle \dim {\mathcal {M}}_{n}={\begin{cases}1&n=0\\2&n=1\\3n-2&n\geq 2\\\end{cases}}}
여기서 한 차원은 {\displaystyle l}에 의한 것이며, 리만 계량에 상수를 곱한 것에 해당한다.

## 성질

### 위상수학적 성질
점근 국소 평탄 공간의 위상수학적 성질은 다음과 같다.:§3.2.1, §3.2.2
| 점근 국소 평탄 공간 | 기본군 {\displaystyle \pi _{1}} | 베티 수 {\displaystyle (b_{0},b_{1},b_{2},b_{3},b_{4})} |
| ------------------- | ------------------------------- | ------------------------------------------------------- |
| A−1                 | 무한 순환군 Cyc(∞)              | (1,1,0,0,0)                                             |
| An (n≥0)            | 자명군 1                        | (1,0,n,0,0)                                             |
| D0                  | 2차 순환군 Cyc(2)               | (1,0,0,0,0)                                             |
| Dn (n≥1)            | 자명군 1                        | (1,0,n,0,0)                                             |

특히, A−1은 {\displaystyle \mathbb {R} ^{3}\times \mathbb {S} ^{1}}이므로, 원 {\displaystyle \mathbb {S} ^{1}}과 호모토피 동치이다. 토브-너트 공간 A0은 유클리드 공간 {\displaystyle \mathbb {R} ^{4}}과 미분 동형이다.

### 기하학적 성질
점근 국소 평탄 공간의 킬링 벡터장의 수는 다음과 같다.
| 점근 국소 평탄 공간 | 킬링 벡터장의 수 |
| ------------------- | ---------------- |
| A−1                 | 4                |
| A0                  | 4                |
| A1                  | 2                |
| An (n≥2)            | 1                |
| D0                  | 3                |

이는 ISO(3)의 군의 작용의 안정자군의 차원 + 원다발 올 방향의 킬링 벡터 1개로 계산할 수 있다.

## 예
- A−1형 점근 국소 평탄 공간은 {\displaystyle \mathbb {R} ^{3}\times \mathbb {S} ^{1}}이다.
- A0형 점근 국소 평탄 공간은 토브-너트 공간이다.
- D0형 점근 국소 평탄 공간은 아티야-히친 공간이다.
- D1형 점근 국소 평탄 공간의 모듈라이 공간은 (리만 계량에 상수를 곱하는 것을 제외하면) 3차원이다. 이 모듈라이 공간의 한 점은 아티야-히친 공간의 2겹 범피복 공간이다.

## 응용
점근 국소 평탄 공간은 일반 상대성 이론과 끈 이론에 자주 등장한다. 이는 이들이 초켈러 다양체이므로, 초대칭 게이지 이론의 모듈라이 공간이나 일반 상대성 이론의 해를 이루기 때문이다.